# Anvéville
Anvéville est une commune française située dans le département de la Seine-Maritime en région Normandie.

## Géographie

### Localisation
La commune est située dans le pays de Caux.

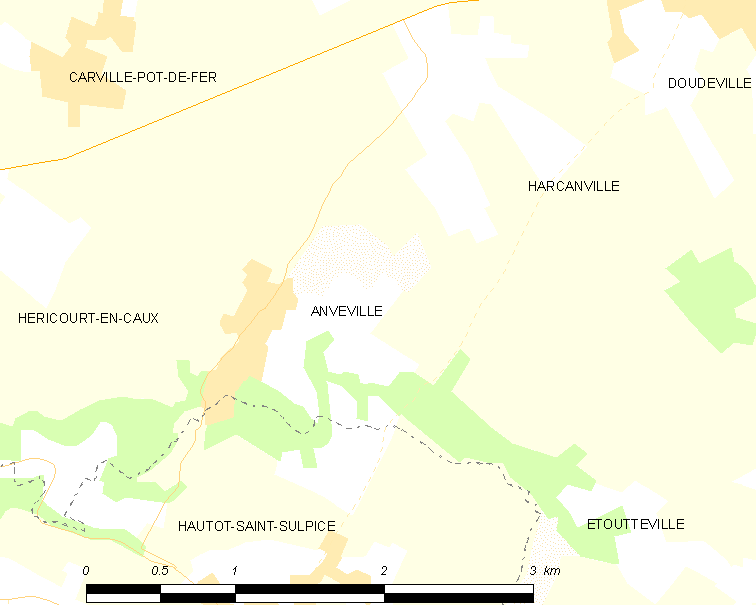
Commune du pays de Caux, située dans le canton d'Yvetot.
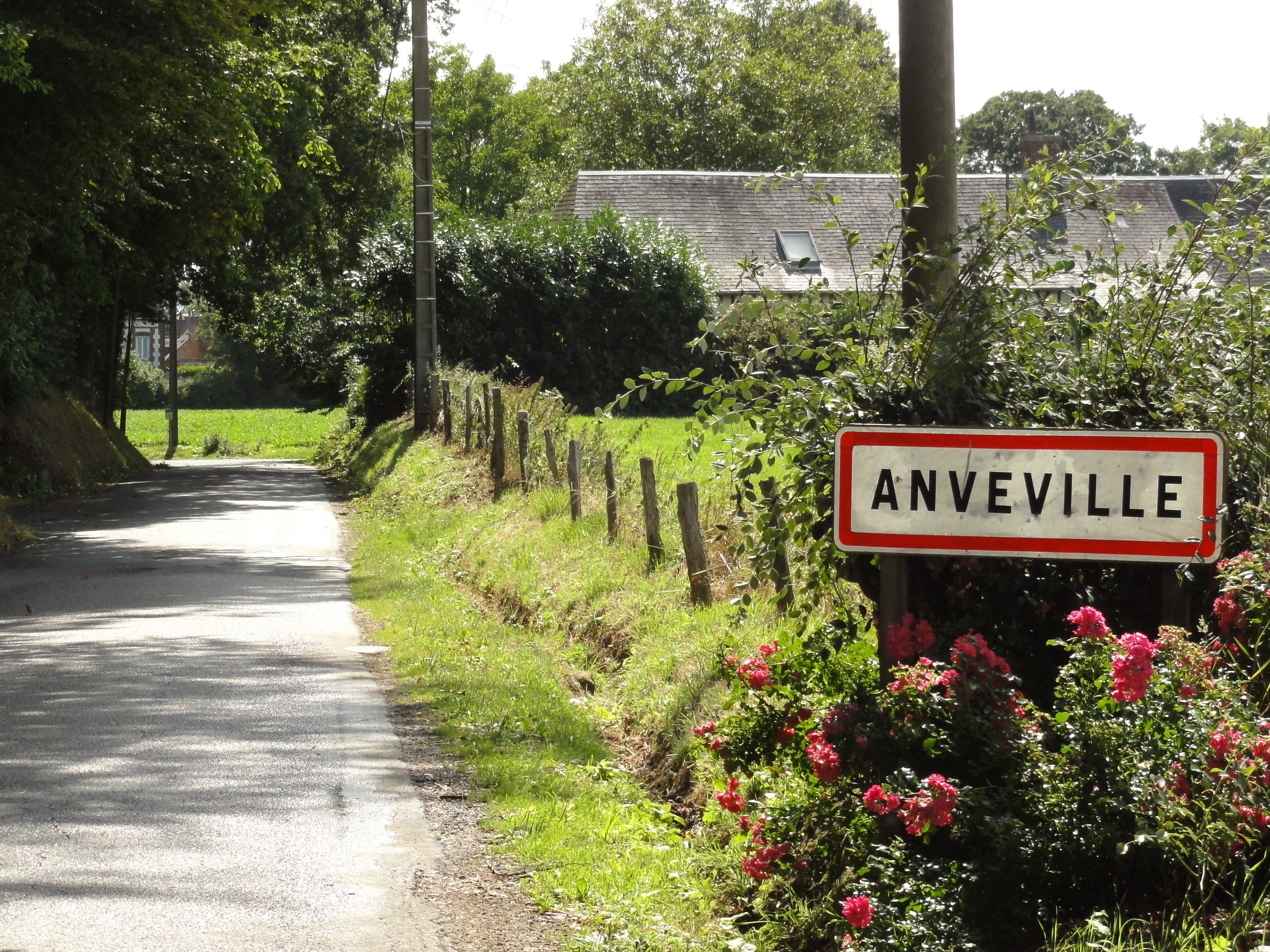
Entrée d'Anvéville.

### Hydrographie
La commune est située dans le bassin Seine-Normandie. Elle n'est drainée par aucun cours d'eau.

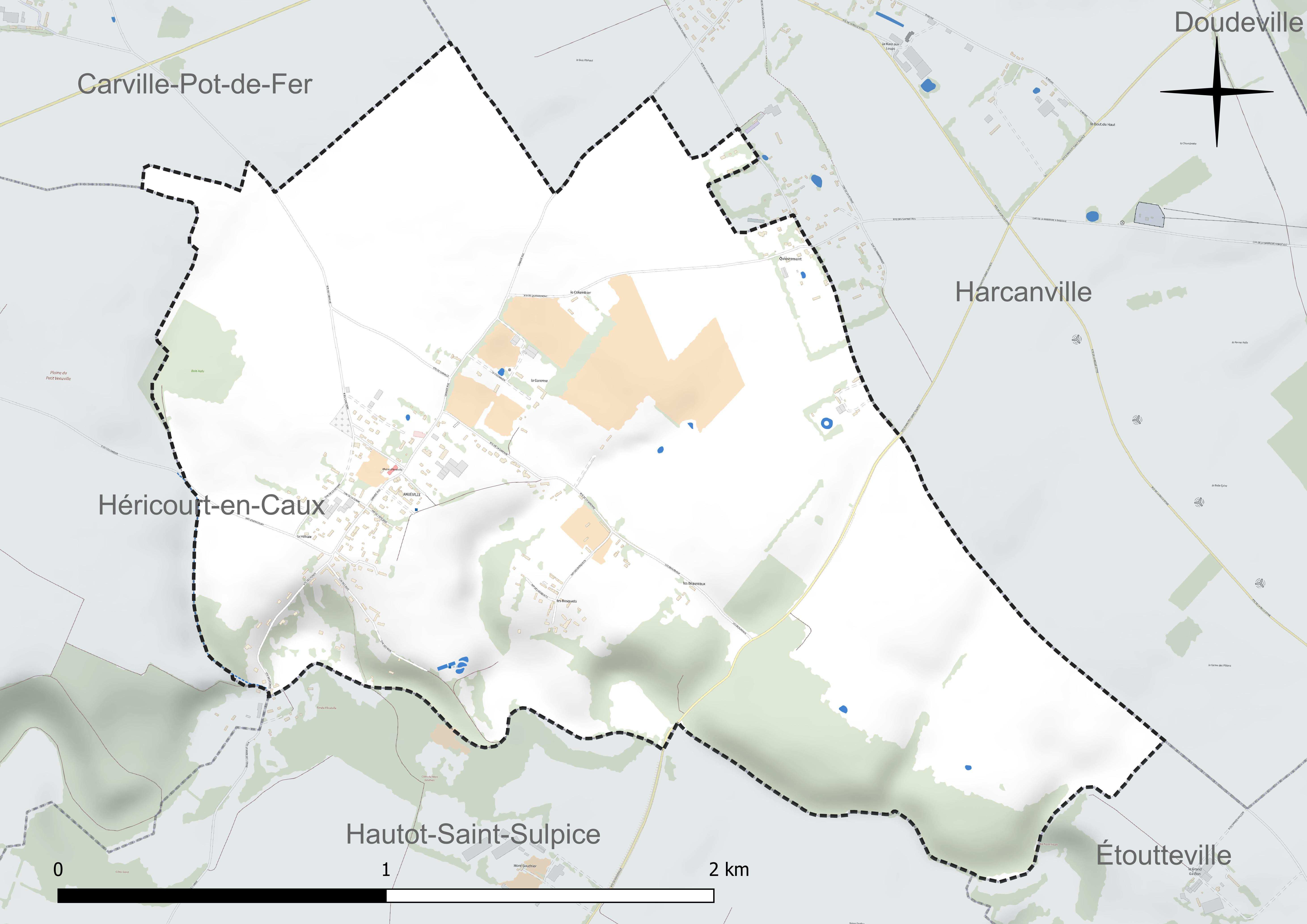
Réseau hydrographique d'Anvéville.

### Climat
Pour des articles plus généraux, voir Climat de la Normandie et Climat de la Seine-Maritime.
En 2010, le climat de la commune est de type climat océanique altéré, selon une étude du CNRS s'appuyant sur une série de données couvrant la période 1971-2000. En 2020, Météo-France publie une typologie des climats de la France métropolitaine dans laquelle la commune est exposée à un climat océanique et est dans la région climatique Côtes de la Manche orientale, caractérisée par un faible ensoleillement (1 550 h/an) ; forte humidité de l’air (plus de 20 h/jour avec humidité relative > 80 % en hiver), vents forts fréquents. Parallèlement le GIEC normand, un groupe régional d’experts sur le climat, différencie quant à lui, dans une étude de 2020, trois grands types de climats pour la région Normandie, nuancés à une échelle plus fine par les facteurs géographiques locaux. La commune est, selon ce zonage, exposée à un « climat maritime », correspondant au Pays de Caux, frais, humide et pluvieux, légèrement plus frais que dans le Cotentin.
Pour la période 1971-2000, la température annuelle moyenne est de 10,3 °C, avec une amplitude thermique annuelle de 14,1 °C. Le cumul annuel moyen de précipitations est de 939 mm, avec 13,6 jours de précipitations en janvier et 8,6 jours en juillet. Pour la période 1991-2020, la température moyenne annuelle observée sur la station météorologique la plus proche, située sur la commune d'Ectot-lès-Baons à 8 km à vol d'oiseau, est de 10,8 °C et le cumul annuel moyen de précipitations est de 905,5 mm,. Pour l'avenir, les paramètres climatiques de la commune estimés pour 2050 selon différents scénarios d’émission de gaz à effet de serre sont consultables sur un site dédié publié par Météo-France en novembre 2022.

## Urbanisme

### Typologie
Au 1er janvier 2024, Anvéville est catégorisée commune rurale à habitat dispersé, selon la nouvelle grille communale de densité à sept niveaux définie par l'Insee en 2022.
Elle est située hors unité urbaine. Par ailleurs la commune fait partie de l'aire d'attraction de Rouen, dont elle est une commune de la couronne,. Cette aire, qui regroupe 317 communes, est catégorisée dans les aires de 200 000 à moins de 700 000 habitants,.

### Occupation des sols
L'occupation des sols de la commune, telle qu'elle ressort de la base de données européenne d’occupation biophysique des sols Corine Land Cover (CLC), est marquée par l'importance des territoires agricoles (79,4 % en 2018), une proportion identique à celle de 1990 (79,4 %). La répartition détaillée en 2018 est la suivante : 
terres arables (49,2 %), prairies (23,6 %), forêts (14,2 %), cultures permanentes (6,7 %), zones urbanisées (6,3 %). L'évolution de l’occupation des sols de la commune et de ses infrastructures peut être observée sur les différentes représentations cartographiques du territoire : la carte de Cassini (XVIIIe siècle), la carte d'état-major (1820-1866) et les cartes ou photos aériennes de l'IGN pour la période actuelle (1950 à aujourd'hui).

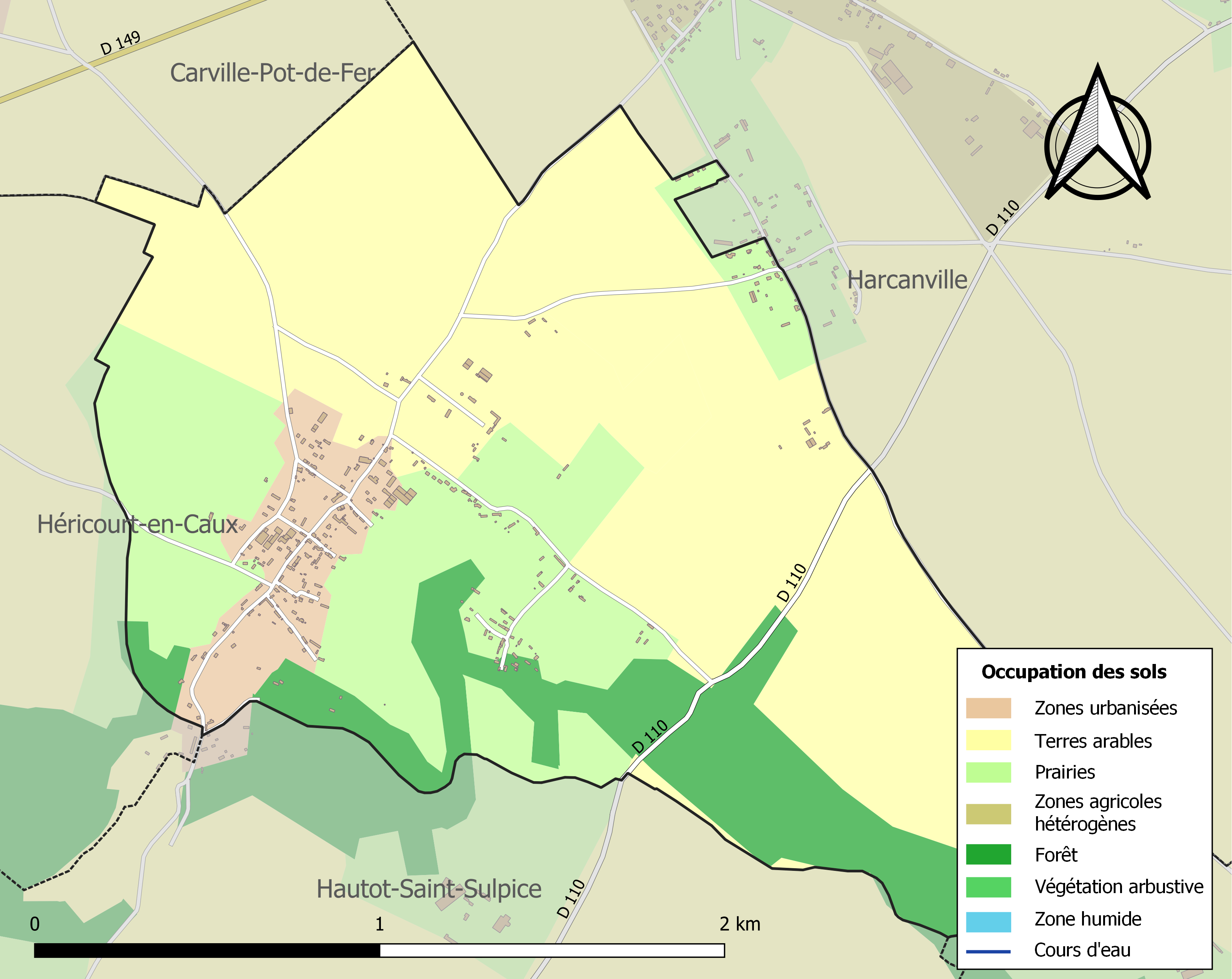
Carte des infrastructures et de l'occupation des sols de la commune en 2018 (CLC).

## Toponymie
Le nom de la localité est attesté sous les formes Ovevillam vers 1210; Ouvevilla vers 1240; Onvevilla en 1224; Ouvevilla en 1236; Anvevilla en 1501; Onvevilla en 1501-1502; Ouvainvilla en 1525; Onveville en 1548; Onvéville en 1648; Anvéville en 1698; Onvéville ou Anvéville en 1738; Onveville en 1714; Onvéville ou Envéville en 1715; Onvéville en 1757; Anvéville en 1777; Anvéville ou Onvéville en 1788; Anvéville en 1953; Anvéville en 1957.
Onvéville est la forme constante entre le XIIIe et le XVIIIe siècles (voir supra).
Il s'agit d'une formation toponymique médiévale en -ville au sens ancien de « domaine rural ». Le premier élément Anvé- représente un anthroponyme.
Peut-être s'agit-il du nom de personne anglo-saxon Oswid (Ōs-wid), attesté dans une charte de 693 par laquelle Oshere donne à l'abbesse Cuthswith 15 hides (tributarii) à Penitanham pour y construire un monastère. Il correspondait au nom de personne scandinave Asvidr (comprendre Ásviðr, vieux danois Aswith).
Remarque : En réalité, *Ósviðr peut tout aussi bien être une variante scandinave de Ásviðr cf. Ósvaldr; Ósvífr; Óspakr (contenu dans le Mesnil-Opac, Manche), etc. et cf. vieux norrois Osmundr (noms de familles normands Osmont , Osmond , Omont ) variantes du vieux norrois Ásmundr.

## Politique et administration
| Période                                  | Période                    | Identité                          | Étiquette | Qualité |
| ---------------------------------------- | -------------------------- | --------------------------------- | --------- | --- |
|                                          | 1850                       | Jean Baptiste Laurent Béchervoise |           | Agriculteur |
| 1860                                     | <1866                      | Jean Alexis Lucas                 |           | Agriculteur |
| Les données manquantes sont à compléter. |                            |                                   |           | |
| 1936                                     |                            | A. Grognet                        |           | |
| 2001                                     | En cours (au 10 août 2020) | Jean-Nicolas Rousseau             | UDI       | Agriculteur Président de la CC Plateau de Caux-Fleur de Lin (2002 → 2016) Président de la CC Plateau de Caux-Doudeville-Yerville (2020 → ) Président du Syndicat mixte du Plateau de Caux Maritime[Quand ?] Réélu pour le mandat 2020-2026, |

## Démographie
L'évolution du nombre d'habitants est connue à travers les recensements de la population effectués dans la commune depuis 1793. Pour les communes de moins de 10 000 habitants, une enquête de recensement portant sur toute la population est réalisée tous les cinq ans, les populations de référence des années intermédiaires étant quant à elles estimées par interpolation ou extrapolation. Pour la commune, le premier recensement exhaustif entrant dans le cadre du nouveau dispositif a été réalisé en 2008.

En 2022, la commune comptait 298 habitants, en évolution de +1,02 % par rapport à 2016 (Seine-Maritime : +0,35 %, France hors Mayotte : +2,11 %).
| 1793 | 1800 | 1806 | 1831 | 1836 | 1841  | 1846  | 1851  | 1856 |
| ---- | ---- | ---- | ---- | ---- | ----- | ----- | ----- | ---- |
| 730  | 883  | 900  | 870  | 929  | 1 011 | 1 098 | 1 026 | 923  |

| 1861 | 1866 | 1872 | 1876 | 1881 | 1886 | 1891 | 1896 | 1901 |
| ---- | ---- | ---- | ---- | ---- | ---- | ---- | ---- | ---- |
| 946  | 942  | 940  | 858  | 711  | 697  | 626  | 564  | 523  |

| 1906 | 1911 | 1921 | 1926 | 1931 | 1936 | 1946 | 1954 | 1962 |
| ---- | ---- | ---- | ---- | ---- | ---- | ---- | ---- | ---- |
| 503  | 378  | 335  | 340  | 294  | 279  | 260  | 263  | 235  |

| 1968 | 1975 | 1982 | 1990 | 1999 | 2006 | 2008 | 2013 | 2018 |
| ---- | ---- | ---- | ---- | ---- | ---- | ---- | ---- | ---- |
| 241  | 201  | 201  | 195  | 247  | 249  | 249  | 293  | 295  |

| 2022 | - | - | - | - | - | - | - | - |
| ---- | - | - | - | - | - | - | - | - |
| 298  | - | - | - | - | - | - | - | - |

## Culture locale et patrimoine

### Lieux et monuments
- L'église Saint-Pierre, en partie du XIIe siècle, renfermant un caveau seigneurial gravé d'inscriptions en vers. C'est une ancienne collégiale qui a appartenu aux chanoines de Graville-Sainte-Honorine.
- Le monument aux morts.
- Croix de la route de Quièvremont.

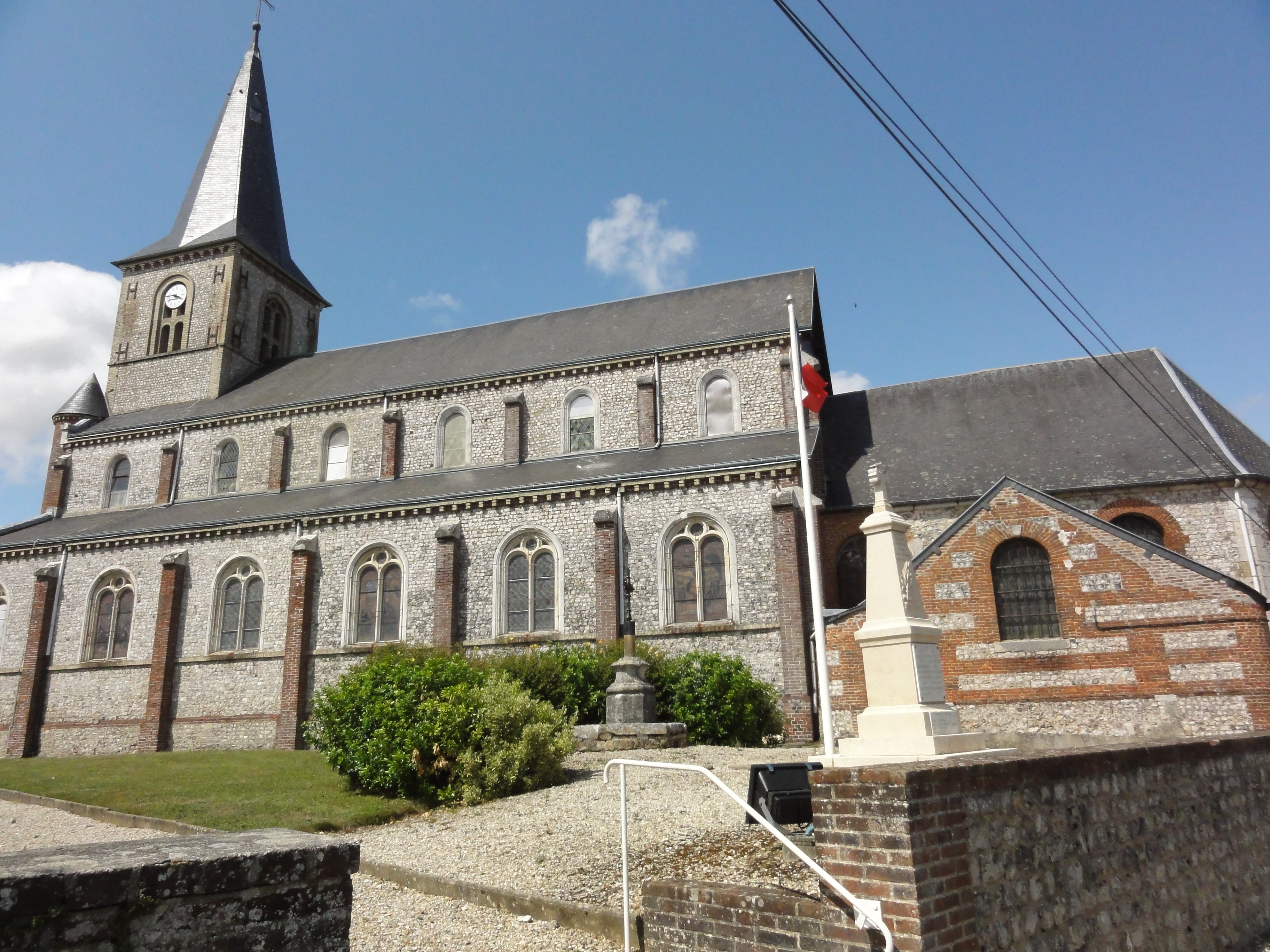
L'église Saint-Pierre.
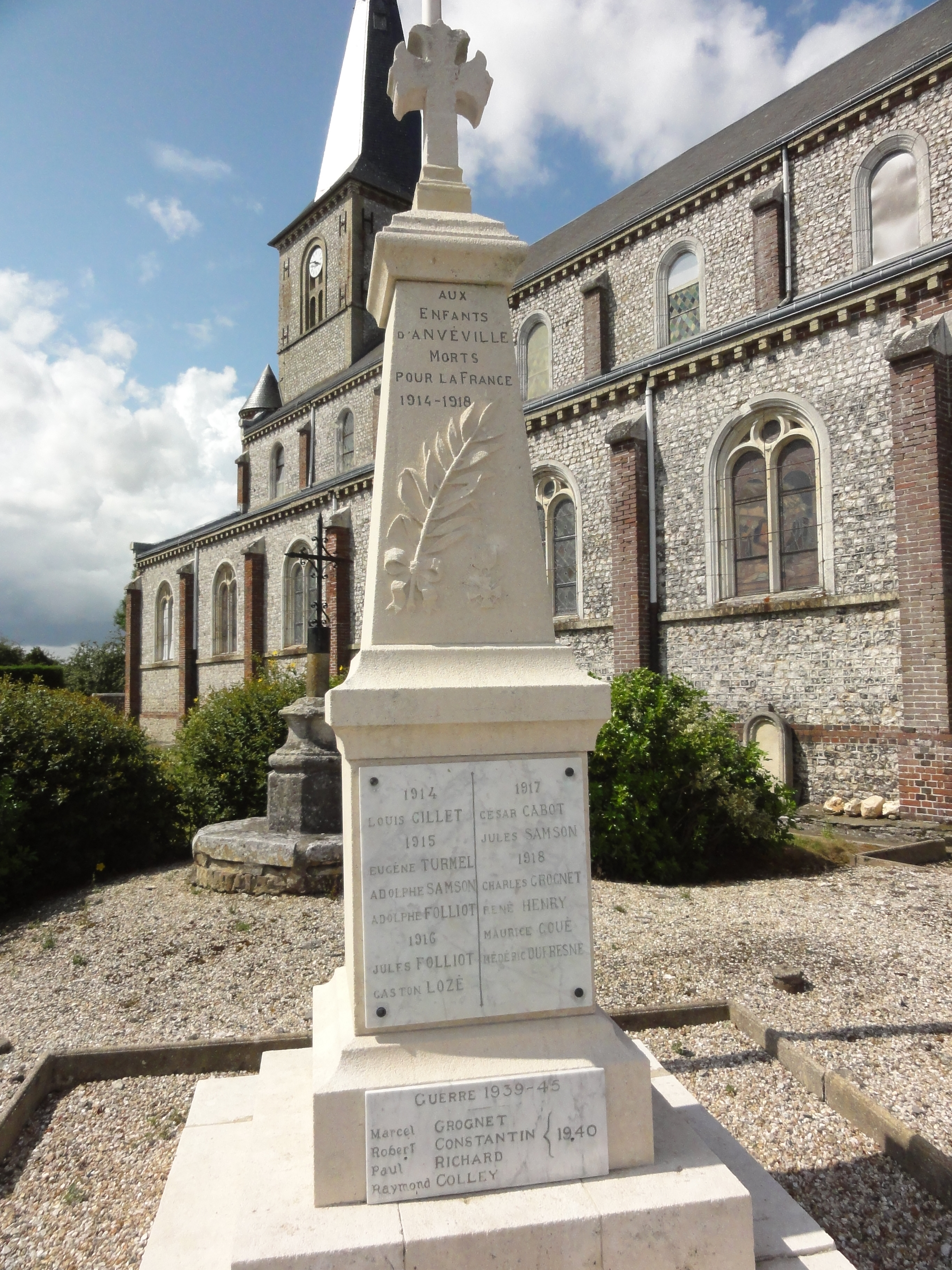
le monument aux morts.
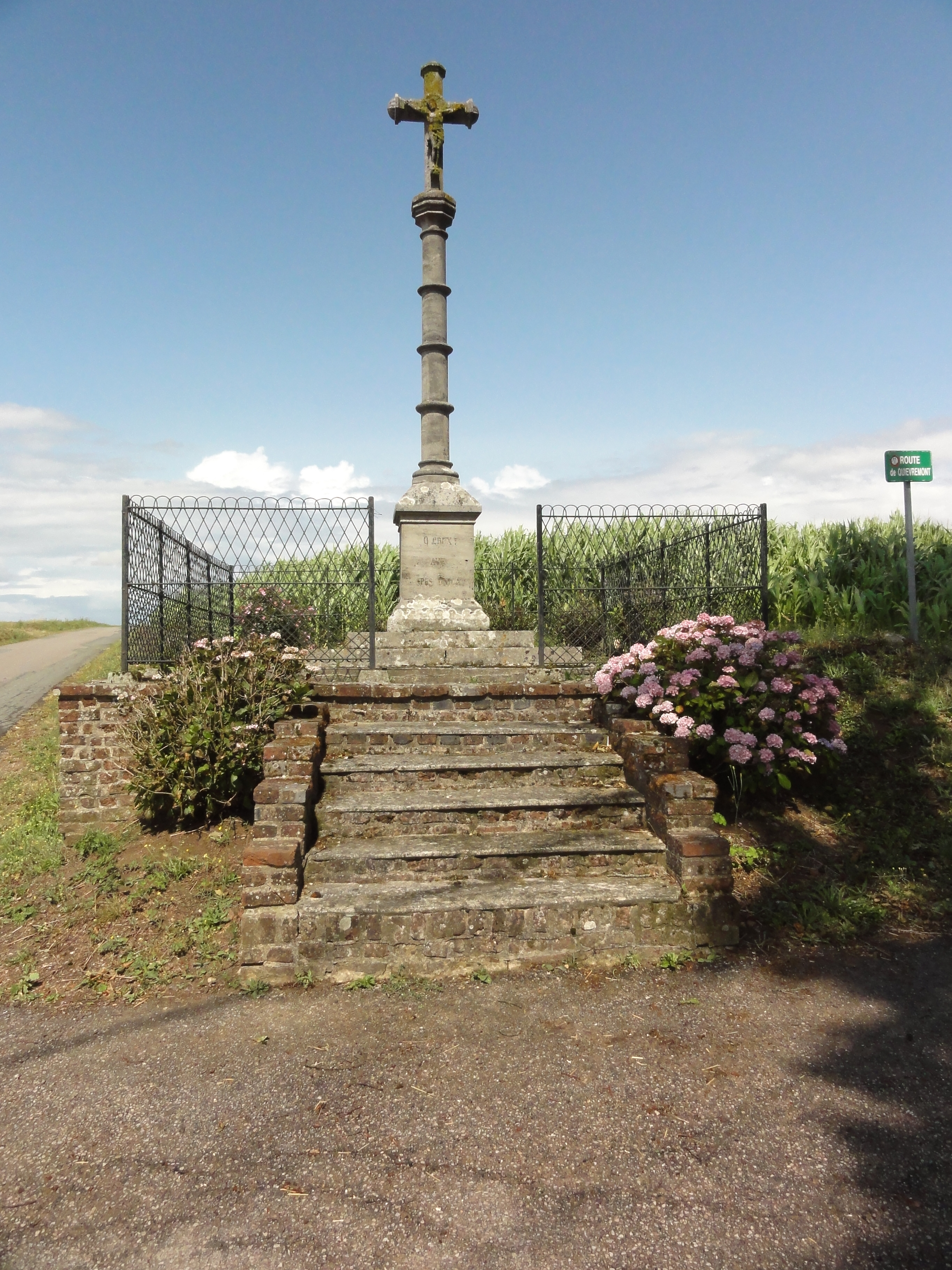
Croix de la route de Quièvremont.

### Héraldique
| Blason de Anvéville | Blason  | Parti : au 1er de sinople à un colombier d'or, ouvert et maçonné de sable, surmonté d'une clé d'or en fasce, au 2d d'argent à un pommier arraché au naturel ; le tout sommé d'un chef de gueules à un léopard d'or, armé et lampassé d'azur.                                  |
| Blason de Anvéville | Détails | La clé est attribut de saint Pierre, patron de la paroisse locale, le colombier est pour celui du village et le pommier évoque la pomiculture locale. Le chef de gueules au léopard d'or rappelle les armes de la Normandie. Le statut officiel du blason reste à déterminer. |